# Perruche de Tahiti
Cyanoramphus zealandicus
Espèce
Statut de conservation UICN

 EX  : Éteint
La Perruche de Tahiti ou Kakariki de Tahiti ou encore Kakariki à front noir (Cyanoramphus zealandicus) était présente uniquement dans les forêts des vallées de Tahiti, où son cri fort s'entendait de loin. On ignore tout de son comportement, ses habitudes de reproduction, son alimentation...
Le dernier individu de cette espèce a été collecté en 1844 par le lieutenant de Marolles et l'espèce s'est sans doute éteinte peu après cette date. La perruche de Tahiti n'est connue que par des gravures et cinq spécimens naturalisés. Deux sont déposés au musée de Liverpool et un au Muséum de Tring : ils ont été récoltés lors du voyage du capitaine James Cook (1728-1779) en 1773. Le quatrième est au Muséum national d'histoire naturelle de Paris et le cinquième est conservé au Muséum d'histoire naturelle de Perpignan. Sa disparition est attribuée à la destruction de son habitat, à la chasse et à la prédation par des espèces exogènes introduites sur l'île.